# Nepalogaleruca
Nepalogaleruca is een geslacht van kevers uit de familie bladkevers (Chrysomelidae).
De wetenschappelijke naam van het geslacht werd in 1970 gepubliceerd door Kimoto.

## Soorten
- Nepalogaleruca conformis Chen, 1987
- Nepalogaleruca hartmanni Medvedev, 2003
- Nepalogaleruca laeta Medvedev, 1990
- Nepalogaleruca nigriventris Chen, 1987
- Nepalogaleruca schmidti Medvedev & Sprecher-Uebersax, 1997